# Вест Либерти (Ајова)
Вест Либерти (енгл. West Liberty) град је у америчкој савезној држави Ајова. По попису становништва из 2010. у њему је живело 3.736 становника.

## Демографија
Према попису становништва из 2010. у граду је живело 3.736 становника, што је 404 (12,1%) становника више него 2000. године.
| Група             | 2000.         | 2010.         |
| Белци             | 1.826 (54,8%) | 1.667 (44,6%) |
| Афроамериканци    | 10 (0,3%)     | 14 (0,4%)     |
| Азијати           | 118 (3,5%)    | 78 (2,1%)     |
| Хиспаноамериканци | 1.349 (40,5%) | 1.951 (52,2%) |
| Укупно            | 3.332         | 3.736         |